# Jean-Baptiste Faure
Jean-Baptiste Faure foi um célebre barítono de ópera francês e um colecionador de arte de grande importância. Ele também compôs uma série de canções clássicas.

## Carreira de Cantor
Faure nasceu em Moulins. Um menino de coro em sua juventude, ele entrou no Conservatório de Paris em 1851 e fez sua estréia operística no ano seguinte na Opéra-Comique, como Pigmalião na Galathée de Victor Massé. Ele permaneceu na Opéra-Comique por mais de sete anos, cantando papéis de barítono como Max em Le chalet de Adolphe Adam e Michel em Le caïd de Thomas. Durante este tempo, ele também criou o Marquês d'Erigny em Manon Lescaut de Auber (1856) e Hoël em Le pardon de Ploërmel de Meyerbeer (1859; mais tarde conhecido como Dinorah), entre sete estreias naquela casa.

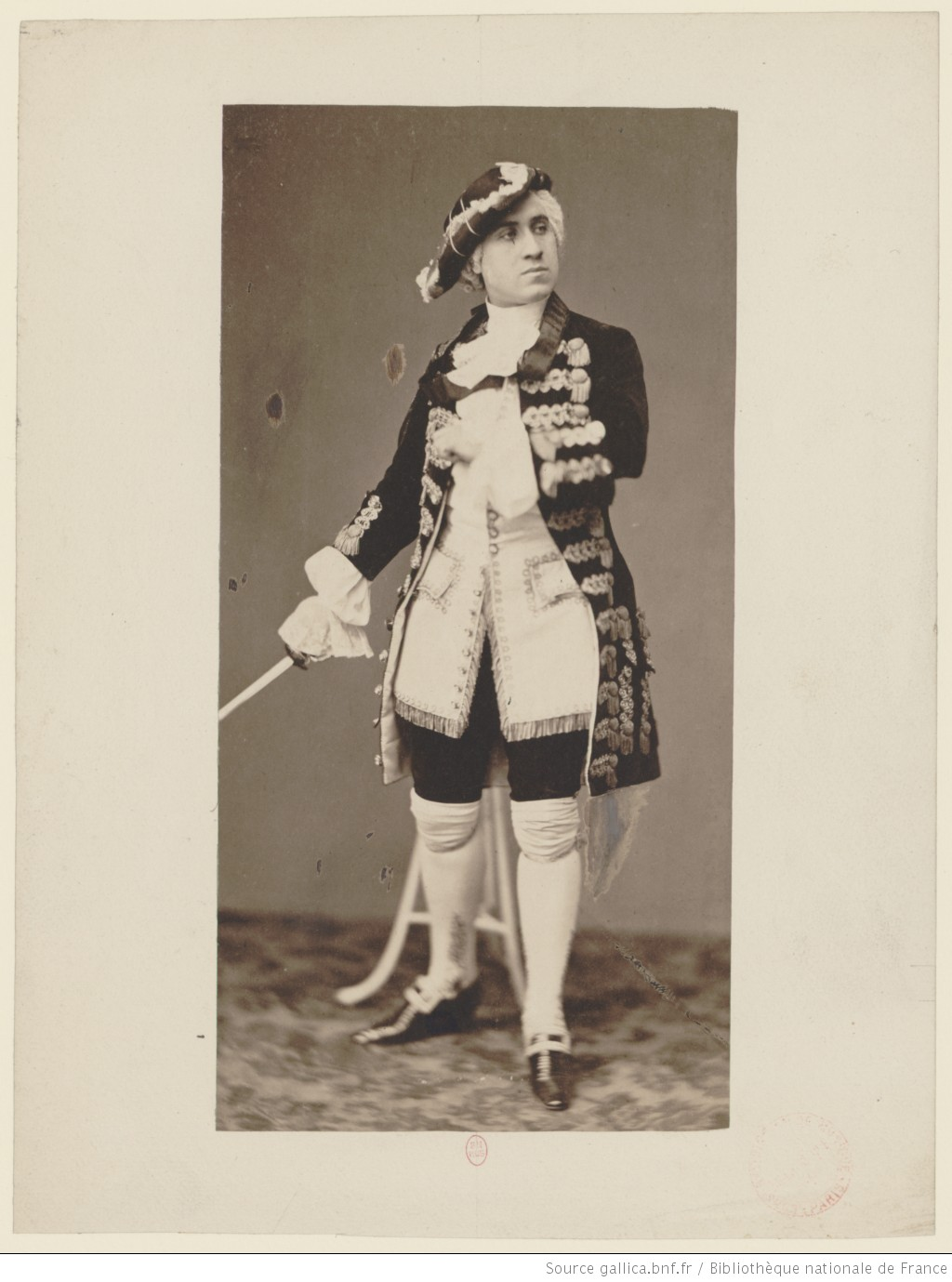
Jean-Baptiste Faure em uma rara aparição sem sua barba.

Ele fez sua estréia na Royal Opera House, em Londres, em 1860 como Hoël, e na Ópera de Paris em 1861. Ele cantaria na Ópera todas as temporadas até 1869 e depois novamente em 1872-76 e 1878. Além disso, ele continuou para se apresentar em Londres até 1877 em locais como o Her Majesty's Theatre e o Theatre Royal, Drury Lane.
Entre as muitas óperas em que apareceu em Paris estavam Don Giovanni de Wolfgang Amadeus Mozart, bem como L'étoile du nord, Les Huguenots e La favorite.
Ele também fez história ao criar vários papéis operísticos importantes escritos por compositores proeminentes como Giacomo Meyerbeer, Giuseppe Verdi e Ambroise Thomas. Eles incluíram as principais partes de barítono em L'Africaine, Don Carlos e Hamlet (em 1865, 1867 e 1868, respectivamente).
Suas últimas aparições no palco são registradas em Marselha e Vichy em 1886.

## Voz

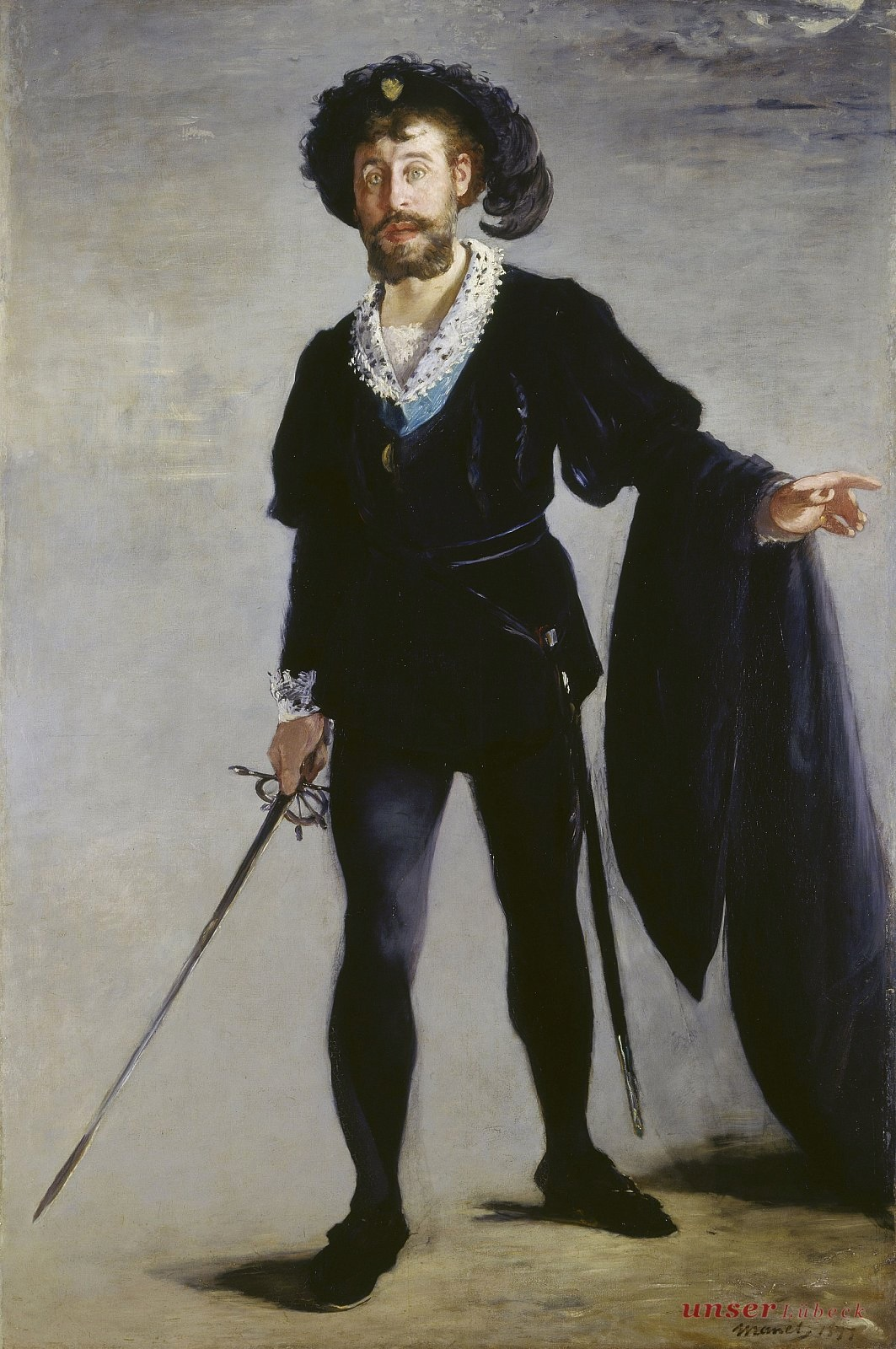
Jean-Baptiste Faure como Hamlet, pintado por Édouard Manet em 1877.

Faure possuía uma voz de barítono escura, suave e flexível, que ele usava com habilidade e gosto impecáveis. Ele também era um artista interpretativo sofisticado, e todas essas realizações se combinaram para torná-lo uma das figuras mais significativas a aparecer no palco musical francês durante o século XIX. Ele escreveu dois livros sobre canto, La Voix et le Chant (1886) e Aux Jeunes Chanteurs (1898), e também ensinou no Conservatório de Paris de 1857 a 1860.
Os maiores herdeiros franceses de Faure foram o baixo lírico Pol Plançon (1851-1914) - que modelou seu método vocal diretamente no de Faure - e Jean Lassalle (1847-1909), que sucedeu Faure como principal barítono na Ópera de Paris. Tanto Plançon quanto Lassalle fizeram uma série de gravações durante o início de 1900, e suas performances cultivadas para o gramofone preservam elementos-chave do estilo e da técnica de canto de Faure.
Existem dois cilindros de cera marrom não comerciais - e possivelmente únicos - que se acredita serem gravações privadas de Faure cantando por volta dos 70 anos de idade. Embora não haja documentação específica dessas gravações, uma - uma versão de "Jardins de l'Alcazar... Léonor! viens" de La favorite de Donizetti - começa com um anúncio (do cantor ou do engenheiro de gravação (Pathé)) : "Le grand air du baryton!" Pathé e outras gravações francesas dessa época quase sempre começavam com um anúncio como "Le sérénade de Don Juan, de Mozart, chanté par [baryton Jean] Lassalle, de l'Opéra!". O carinhoso honorífico na suposta gravação do cilindro de Faure só faz sentido para um homem de idade avançada que é tão amado, celebrado e reverenciado pelo grande público que nem precisa ser nomeado. A proliferação de documentação sobre a posição de Faure como tal aponta totalmente e somente para ele. A escolha da ária é quase certamente uma pista sobre a autenticidade da gravação também. Alphonse of La favorite foi um dos papéis mais importantes de Faure - com o qual ele percorreu as províncias da França em 1877, logo após sua aposentadoria dos palcos. Ganhou enorme notoriedade crítica e popular de quem não teve oportunidade de ouvi-lo em Paris ou Londres. Suas atuações nesse papel teriam deixado uma impressão duradoura no público e na imprensa, e a ária provavelmente foi escolhida para gravação como uma alusão à época. Uma amostra da escrita sobre Faure neste papel e especificamente neste recitativo e ária:
Sua voz é hábil em transmitir as emoções mais violentas e também as mais suaves; e direito real é a forma como ele canta os "Jardins de l'Alcazar"[...]
— crítico, Journal de Bordeaux, março de 1877

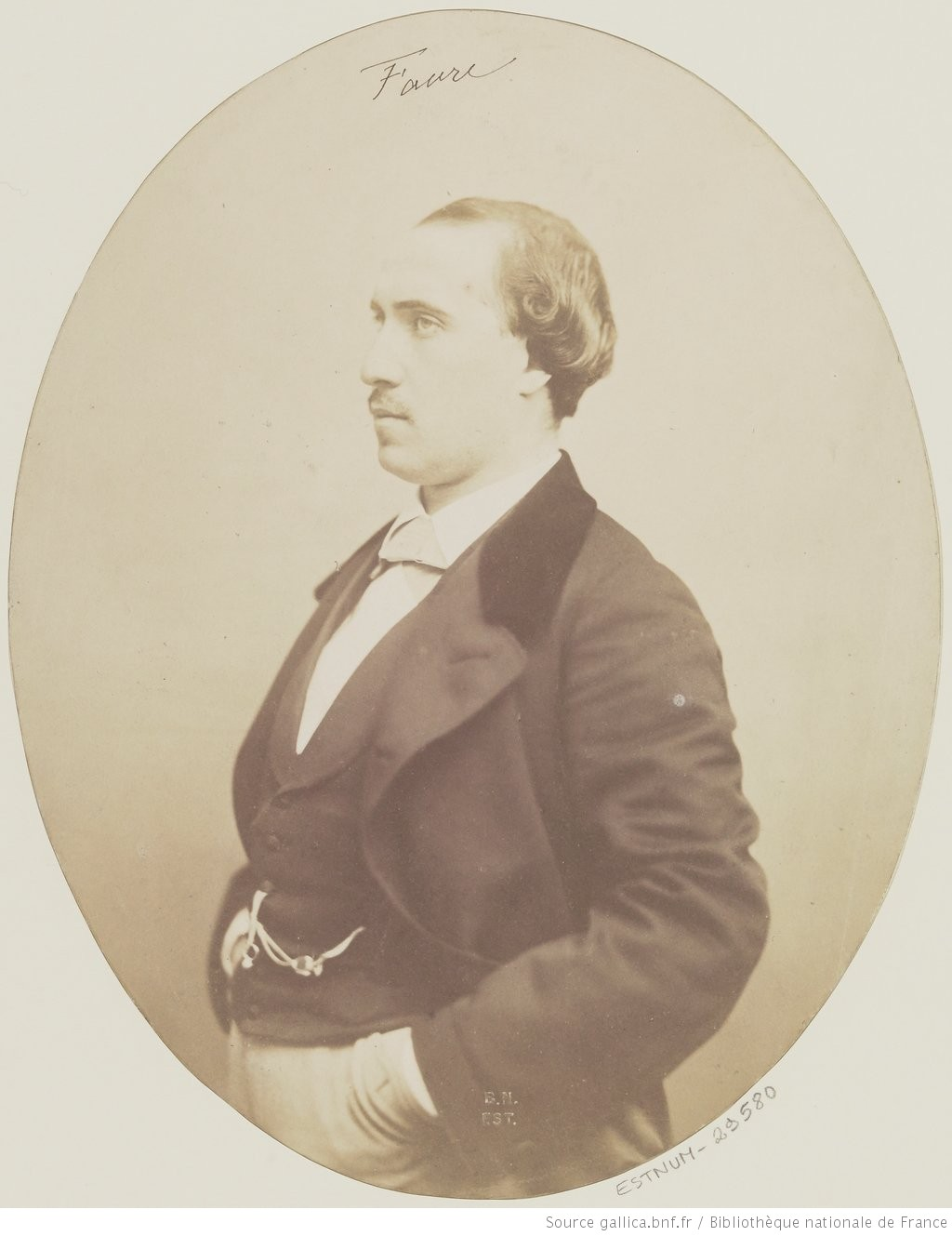
o Jovem Faure.

Foi diante de uma casa lotada até o teto que o célebre barítono cantou a parte de Alphonse de uma maneira que justificou a brilhante ovação de que foi objeto [...] Só quem já ouviu o grande artista em La Favorite pode tenho noção do quanto a música de Donizetti ganha em valor e encanto por tal intérprete. M. Faure é um cantor excepcional, possuidor de uma voz admirável; ele também é um ator de primeira linha. Com que autoridade ele cantou a grande ária do segundo ato, 'Palais [sic] de l'Alcazar'! Que expressão impressionante de despeito e ironia ele infundiu no romance do terceiro ato, "Pour tant d'amour..."!

## Outras Conquistas
Além disso, Faure compôs várias canções duradouras, incluindo "Sancta Maria", "Les Rameaux" ("The Palms") e "Crucifix". (Estas duas últimas canções foram gravadas por Enrico Caruso, entre outros.) "Les Rameaux" foi traduzido para o inglês por Helen Tretbar. Em 1876 ele dedicou sua valse-légende "Stella" à sua atriz principal na Ópera de Paris, Gabrielle Krauss.
Um ávido colecionador de arte impressionista, Faure posou para vários retratos de Édouard Manet e possuiu 67 telas desse pintor, incluindo a obra-prima Le déjeuner sur l'herbe e The Fifer. Ele também possuía Le pont d'Argenteuil e 62 outras obras de Claude Monet. Parte de sua coleção (que também continha pinturas de Degas, Sisley, Pissarro, Ingres e Prud'hon) foi mantida em sua villa "Les Roches" em Étretat, cujos famosos penhascos ele encomendou a Claude Monet pintar 40 vezes.

## Morte

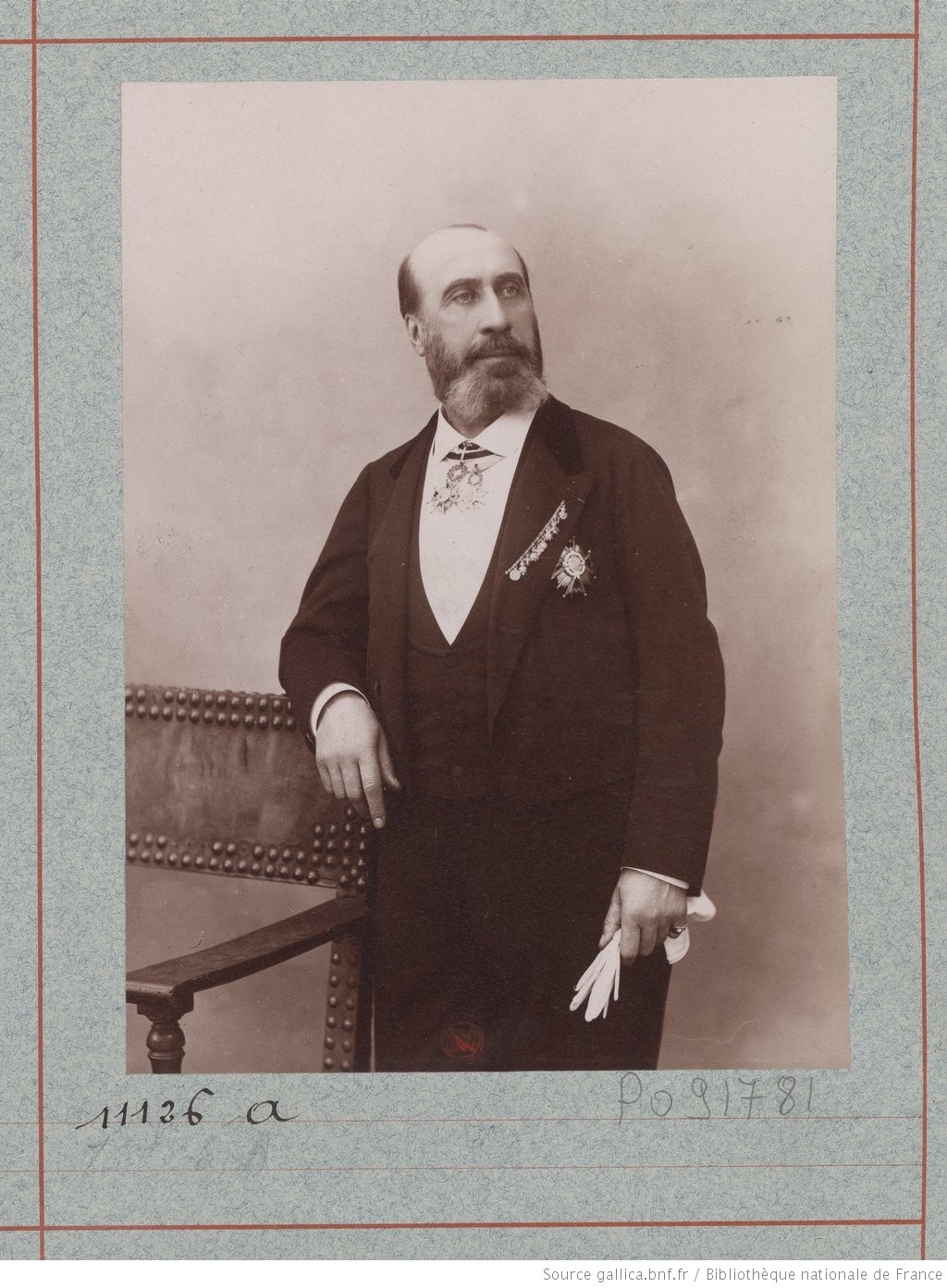
Faure em idade avançada, fotografado por Nadar.

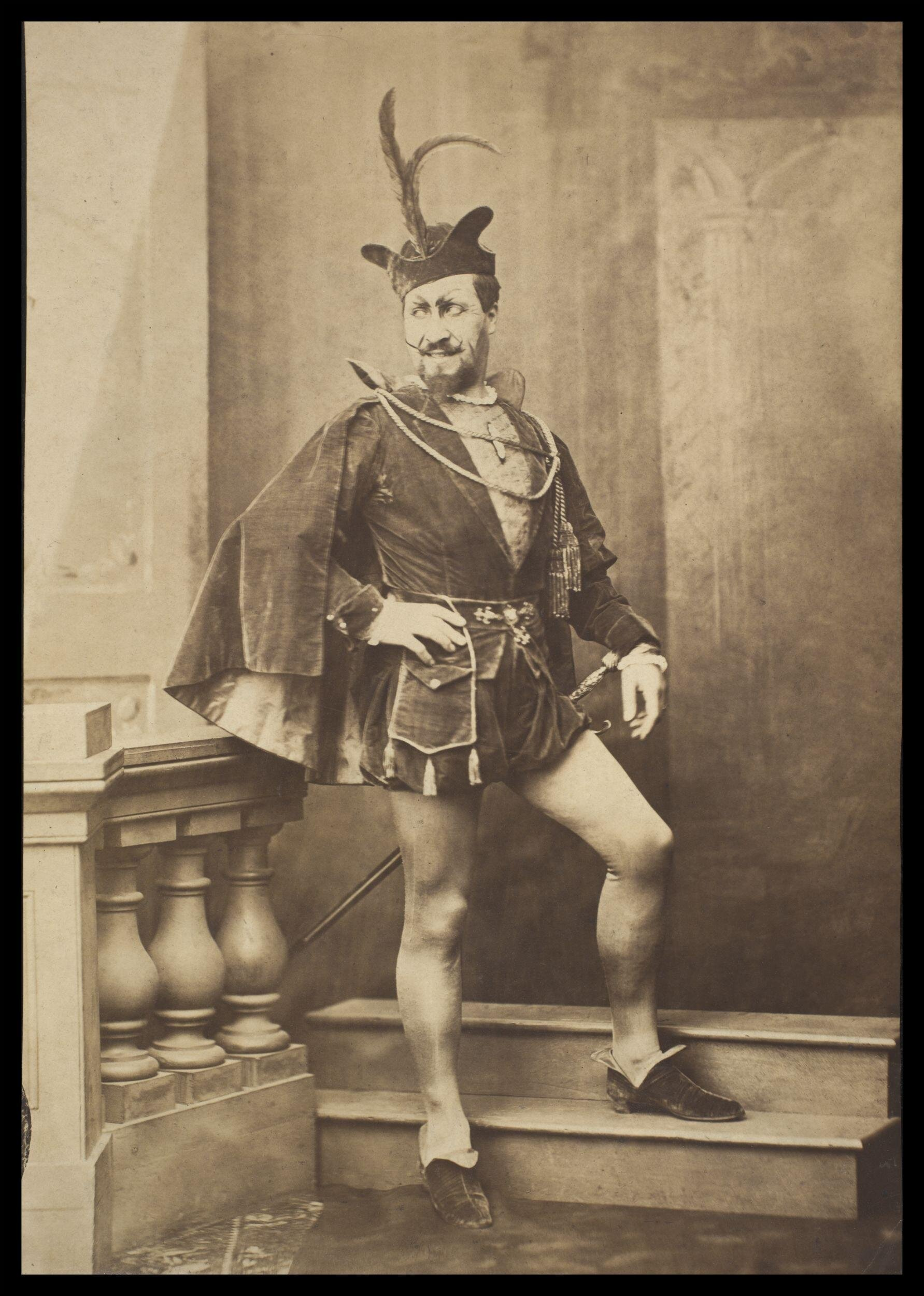
Faure como Mephistopheles em Faust de 1863.

Faure morreu de causas naturais em Paris em 1914, durante os primeiros meses da Primeira Guerra Mundial. De acordo com seu obituário no New York Times, ele havia sido nomeado oficial da Légion d'honneur. Foi casado com a cantora Constance Caroline Lefèbvre (1828-1905).

## Papéis nas Operas

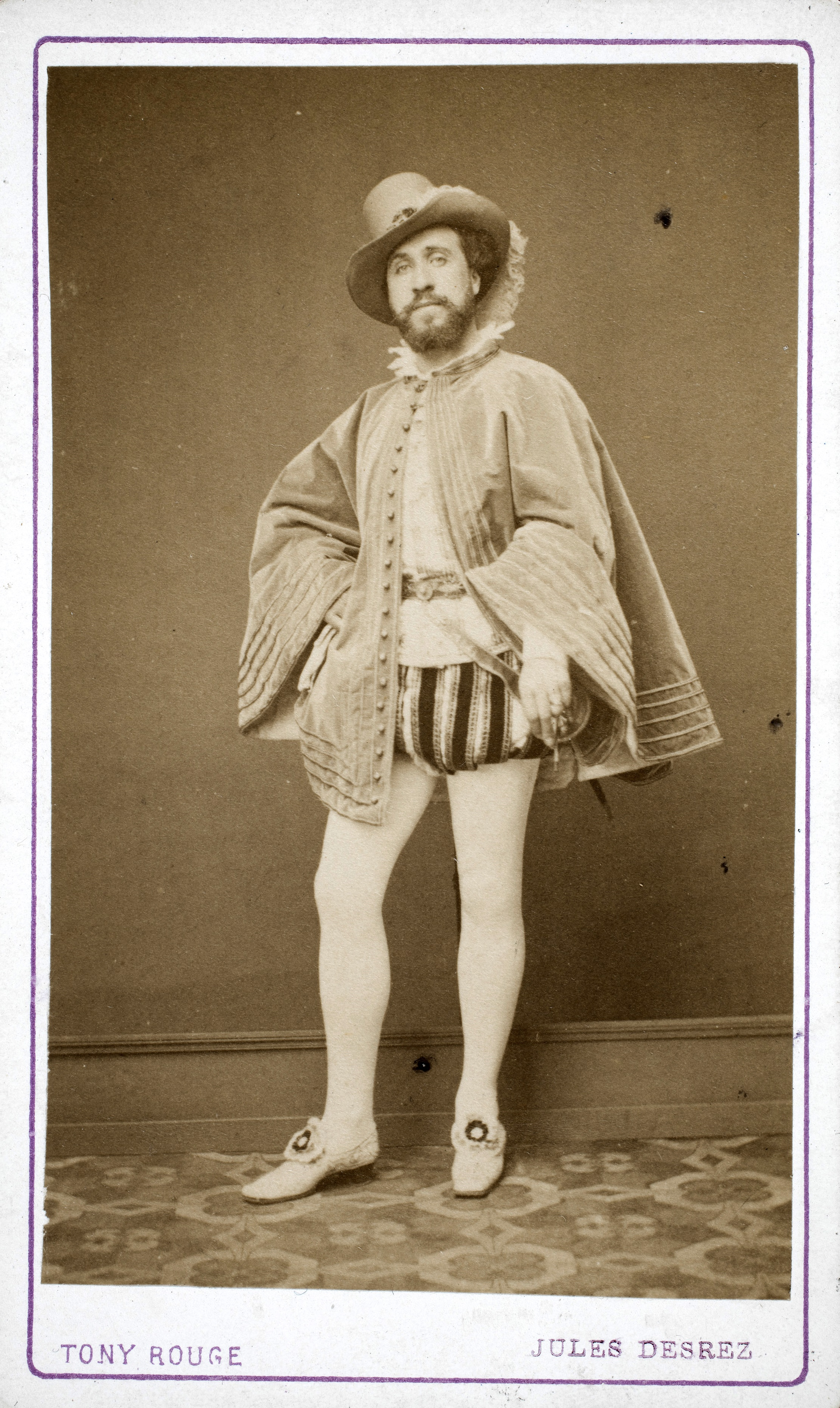
Jean-Baptiste Faure (1830-1914).

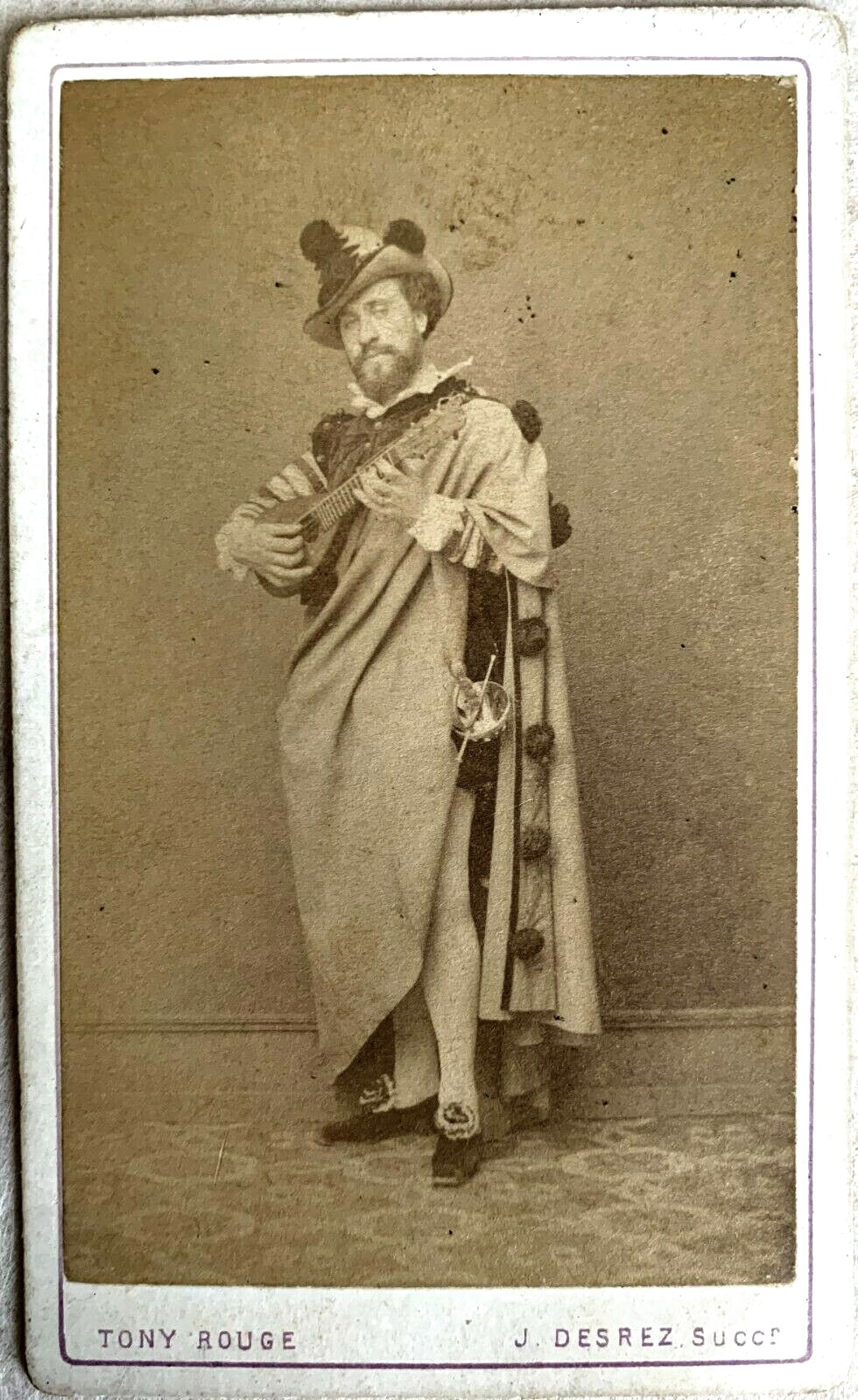
Jean-Baptiste Faure em uma rara foto.

Esta lista de papéis conhecidos contém duplicatas onde Faure cantou em um idioma alternativo. Os anos indicam a estreia do papel em seu repertório.
| Papel                               | Opera                                            | Compositor               | Ano  |
| ----------------------------------- | ------------------------------------------------ | ------------------------ | ---- |
| Amleto                              | Amleto (Hamlet in Italian)                       | Ambroise Thomas          | 1871 |
| Alfonso D'Este, Duke of Ferrara     | Lucrezia Borgia                                  | Gaetano Donizetti        | 1876 |
| Alphonse XI, King of Castille       | La favorite                                      | Gaetano Donizetti        | 1860 |
| Assur                               | Semiramide                                       | Gioachino Rossini        | 1875 |
| Borromée                            | Marco Spada                                      | Daniel Auber             | 1853 |
| Cacico                              | Il Guarany                                       | Antônio Carlos Gomes     | 1872 |
| Charles VII                         | Jeanne d'Arc                                     | Auguste Mermet           | 1872 |
| Crèvecœur                           | Quentin Durward                                  | François-Auguste Gevaert | 1858 |
| Don Giovanni                        | Don Giovanni                                     | Wolfgang Amadeus Mozart  | 1861 |
| Don Juan                            | Don Juan (Don Giovanni in French)                | Wolfgang Amadeus Mozart  | 1866 |
| Dulcamara                           | L'elisir d'amore                                 | Gaetano Donizetti        | 1864 |
| Falstaff                            | Le songe d'une nuit d'été                        | Ambroise Thomas          | 1854 |
| Fernando                            | La gazza ladra                                   | Gioachino Rossini        | 1860 |
| Figaro                              | Le nozze di Figaro                               | Wolfgang Amadeus Mozart  | 1866 |
| Gaspard                             | Der Freischütz                                   | Carl Maria von Weber     | 1872 |
| Guillaume Tell                      | Guillaume Tell                                   | Gioachino Rossini        | 1861 |
| Hamlet                              | Hamlet                                           | Ambroise Thomas          | 1868 |
| Hoël                                | Le pardon de Ploërmel                            | Giacomo Meyerbeer        | 1859 |
| Hoël                                | Dinorah (Le pardon de Ploërmel in Italian)       | Giacomo Meyerbeer        | 1860 |
| Iago                                | Otello                                           | Gioachino Rossini        | 1870 |
| Il conte di Nevers                  | Gli Ugonotti (Les Huguenots in Italian)          | Giacomo Meyerbeer        | 1876 |
| Julien de Médicis                   | Pierre de Médicis                                | Józef Michal Poniatowski | 1861 |
| Justin                              | Le chien du jardinier                            | Albert Grisar            | 1855 |
| Le Comte de Nevers                  | Les Huguenots                                    | Giacomo Meyerbeer        | 1863 |
| Le duc de Greenwich                 | Jenny Bell                                       | Daniel Auber             | 1855 |
| Le Marquis d'Hérigny                | Manon Lescaut                                    | Daniel Auber             | 1856 |
| Lotario                             | Mignon                                           | Ambroise Thomas          | 1870 |
| Lysandre                            | Joconde ou Les coureurs d'aventures              | Nicolas Isouard          | 1857 |
| Malipieri                           | Haydée                                           | Daniel Auber             | 1853 |
| Max                                 | Le chalet                                        | Adolphe Adam             | 1853 |
| Méphistophélès                      | Faust                                            | Charles Gounod           | 1863 |
| Michel                              | Le caïd                                          | Adolphe Adam             | 1852 |
| Nélusko                             | L'Africaine                                      | Giacomo Meyerbeer        | 1865 |
| Paddock                             | La coupe du roi de Thulé                         | Eugène Diaz              | 1873 |
| Pedro                               | La mule de Pedro                                 | Victor Massé             | 1863 |
| Peters Michaeloff (Peter the Great) | L'étoile du nord                                 | Giacomo Meyerbeer        | 1854 |
| Pharaon                             | Moïse et Pharaon                                 | Gioachino Rossini        | 1863 |
| Pietro                              | La stella del nord (L'étoile du nord in Italian) | Giacomo Meyerbeer        | 1864 |
| Pietro                              | La muette de Portici                             | Daniel Auber             | 1863 |
| Pietro                              | Masaniello (La muette de Portici in Italian)     | Daniel Auber             | 1853 |
| Pietro Manelli                      | La Tonelli                                       | Ambroise Thomas          | 1853 |
| Polus                               | La fiancée de Corinthe                           | Jules Duprato            | 1867 |
| Pygmalion                           | Galathée                                         | Victor Massé             | 1852 |
| Riccardo                            | I puritani                                       | Vincenzo Bellini         | 1863 |
| Rodolfo                             | La sonnambula                                    | Vincenzo Bellini         | 1864 |
| Rodrigue, Marquis of Posa           | Don Carlos                                       | Giuseppe Verdi           | 1867 |
| St. Bris                            | Gli Ugonotti (Les Huguenots in Italian)          | Giacomo Meyerbeer        | 1860 |
| Torrida                             | Marco Spada                                      | Daniel Auber             | 1854 |
| Valbreuse                           | Le sylphe                                        | Louis Clapisson          | 1856 |